# Chlodwig zu Hohenlohe-Schillingsfürst

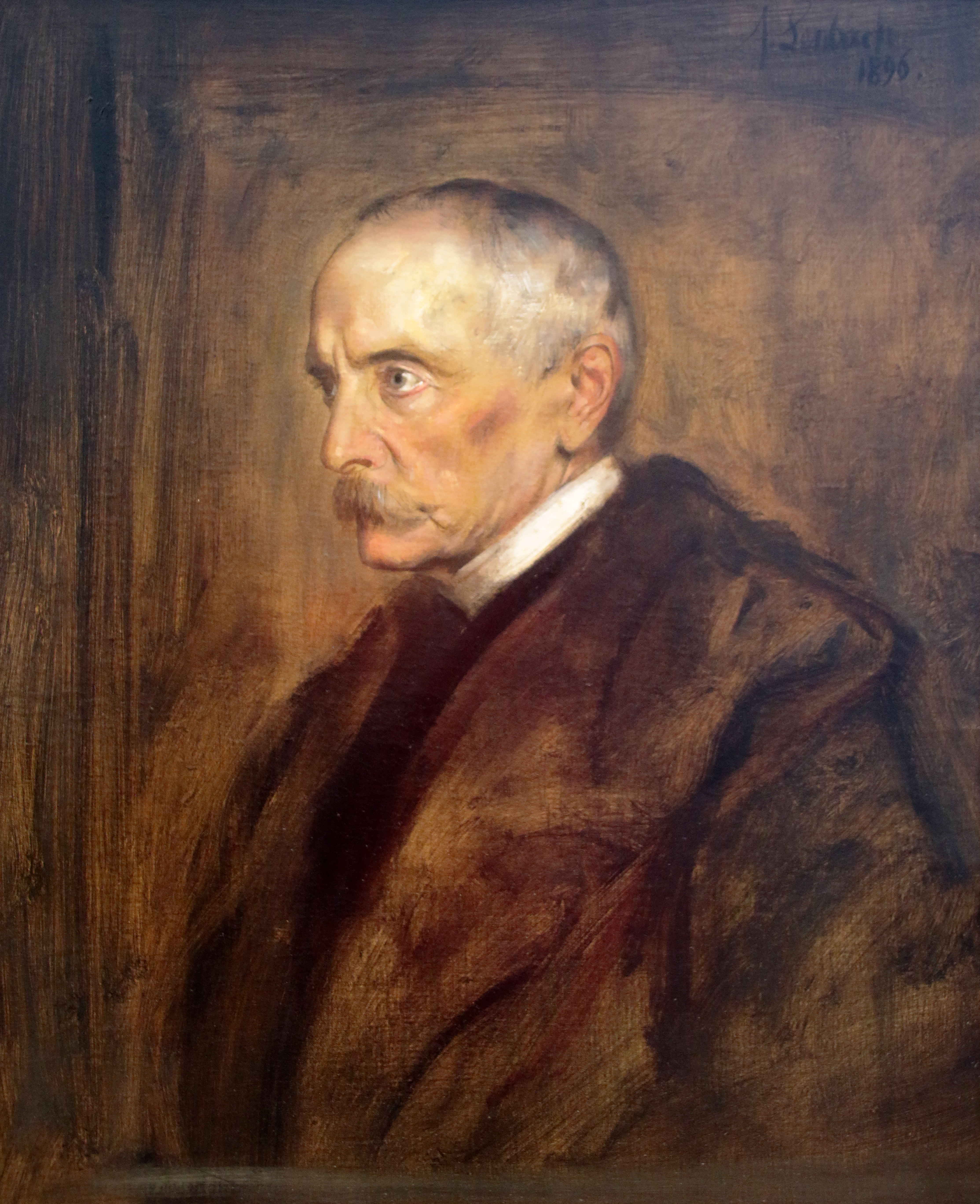
Chlodwig Fürst zu Hohenlohe-Schillingsfürst (Franz von Lenbach, 1896)

Chlodwig Carl Viktor Fürst zu Hohenlohe-Schillingsfürst, Prinz von Ratibor und von Corvey (* 31. März 1819 in Rotenburg an der Fulda; † 6. Juli 1901 in Bad Ragaz in der Schweiz), war ein deutscher Politiker und von 1894 bis 1900 Reichskanzler sowie preußischer Ministerpräsident. Er blieb parteilos, galt aber als gemäßigt liberal.
In der Revolutionszeit 1848/1849 war er Reichsgesandter, später in Bayern Ministerpräsident und Außenminister (1866–70). Im Kaiserreich war er von 1871 bis 1881 Reichstagsabgeordneter (Fraktion der Liberalen Reichspartei, später Hospitant bei der Deutschen Reichspartei), von 1874 bis 1885 deutscher Botschafter in Paris und 1880 kurzzeitig Staatssekretär des Auswärtigen, was heutzutage einem Außenminister entspricht. Er war ab 1885 Statthalter des Reichslandes Elsaß-Lothringen, bis Kaiser Wilhelm II. ihn 1894 überraschend zum Reichskanzler und preußischen Ministerpräsidenten ernannte. Die dominierende Person in seiner Kanzlerschaft wurde allerdings ab 1897 sein Staatssekretär des Auswärtigen, Bernhard von Bülow, der im Jahr 1900 Hohenlohes Nachfolger wurde.

## Leben

### Herkunft
Chlodwig zu Hohenlohe-Schillingsfürst stammte aus der seit 1153 urkundlich bekannten fränkischen Familie Hohenlohe ab, die bis zur Mediatisierung 1806 reichsunmittelbar gewesen war.
Er war der zweite von sechs Söhnen des Fürsten Franz Joseph zu Hohenlohe-Schillingsfürst (1787–1841) und dessen Frau, Prinzessin Konstanze zu Hohenlohe-Langenburg (1792–1847). Wie sein Vater war er katholisch getauft, seine Mutter dagegen protestantisch. Die Brüder von Chlodwig zu Hohenlohe-Schillingsfürst – im Verwandtenkreis wurden die vier überlebenden Söhne auch „die vier Haimonskinder“ genannt – waren:
- Viktor (1818–1893, der spätere Herzog von Ratibor),
- Philipp Ernst (1820–1845),
- Gustav Adolf (1823–1896, später Kardinal),
- Konstantin zu Hohenlohe-Schillingsfürst (1828–1896, der spätere Obersthofmeister des österreichischen Kaisers in Wien).

Der Schwager des Vaters, der kinderlose Landgraf Victor Amadeus von Hessen-Rotenburg (1779–1834), hatte beschlossen, seinen Allodial-Besitz – Ratibor in Schlesien, Corvey in Westfalen und Treffurt im Regierungsbezirk Erfurt – den beiden ältesten Söhnen des Fürsten Franz Joseph zu vererben. Bei ihm in Rotenburg an der Fulda und im Schloss Schillingsfürst in der Nähe von Rothenburg ob der Tauber in Mittelfranken verbrachte Hohenlohe die meiste Zeit seiner Kindheit.
Sein Neffe Konrad zu Hohenlohe-Schillingsfürst amtierte 1906 kurzzeitig als k.k. Ministerpräsident von Österreich-Ungarn.

### Ausbildung
Von 1832 an besuchte er das Gymnasium in Ansbach und das königliche Gymnasium Erfurt. Seit 1837 studierte er in Göttingen, Bonn, Lausanne, Heidelberg und dann wieder in Bonn Rechtswissenschaft. Einige Monate nach dem Tod seines Vaters bestand er in Koblenz (am 3. April 1841) das Auskultator-Examen.
In einem Erbvertrag hatten die Brüder den Nachlass des Vaters und des Onkels so aufgeteilt, dass Chlodwig die Herrschaft Corvey, Viktor das Herzogtum Ratibor und Philipp Ernst die Herrschaft Schillingsfürst bekam. Ab 1842 strebte Chlodwig zu Hohenlohe-Schillingsfürst die diplomatische Laufbahn an, und zwar zunächst in Preußen, wo er nun wohnte. Eine hierfür erforderliche Ausbildungszeit in der Justiz und bei der Regierung hoffte er durch Einreichung eines Bittgesuchs an Friedrich Wilhelm IV. überspringen zu können. Das Gesuch scheiterte jedoch am Einspruch des Ministeriums der Auswärtigen Angelegenheiten.
Im April 1842 trat er als Auskultator beim Gericht in Koblenz an, im August 1843 bestand er die zweite juristische Prüfung. Anschließend war er als Referendar bei der Regierung in Potsdam tätig. Dieser Schritt in den nichtdiplomatischen Staatsdienst war für einen Standesherrn, der sich gegenüber den regierenden Häusern als gleichrangig verstand, sehr ungewöhnlich. Allerdings hielt es Hohenlohe-Schillingsfürst auch während seiner Ausbildung für selbstverständlich, als Gleichgestellter jede Woche mit dem König (Friedrich Wilhelm IV.) zu speisen.

### Politiker in Bayern vor und nach der Revolution von 1848/49
Als Mitte Mai 1845 der dritte der Brüder, Philipp Ernst, verstarb, trat Chlodwig den Besitz in Corvey an seinen Bruder Viktor, den Herzog von Ratibor, ab und übernahm dafür das väterliche Stammhaus Schillingsfürst in Franken. Da er damit im Königreich Bayern ansässig geworden war, schied er 1846 aus dem preußischen Staatsdienst aus. Durch die Übertragung der Herrschaft Schillingsfürst auf ihn wurde er erbliches Mitglied in der bayerischen Kammer der Reichsräte (der Ersten Kammer des Landtags). Er vertrat dort eine liberale, auf die Einigung Deutschlands abzielende Politik und bekämpfte die österreichisch-ultramontane Richtung. Innerhalb der Kammer blieb er aber ohne größere Resonanz für seine Ideen.
Während der Revolution von 1848 unterstützte er die Frankfurter Nationalversammlung und die provisorische Zentralgewalt. Zunächst überbrachte er den Regierungen in Athen, Rom und Florenz die offizielle Nachricht über den Antritt des Reichsverwesers Erzherzog Johann. Im Jahr 1849 war er Reichsgesandter in London. In der Revolution sah Hohenlohe-Schillingsfürst eine Chance für das Erreichen der deutschen Einheit. Dem Verfassungsentwurf von Friedrich Christoph Dahlmann (1785–1860) stand er sehr nahe.

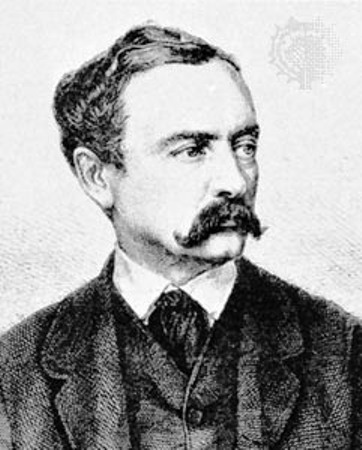
Hohenlohe-Schillingsfürst im Jahr 1867

Nach dem Scheitern der Revolution unterstützte Hohenlohe-Schillingsfürst offen den preußischen Anspruch auf Hegemonie in der deutschen Politik, da er die weiter bestehende Macht des deutschen Partikularismus ablehnte. Er war Anhänger der Unionspolitik. Seine preußenfreundliche Haltung vertrat Hohenlohe-Schillingsfürst trotz der mehrheitlich ablehnenden Haltung des übrigen bayerischen Adels. Insbesondere zwischen 1861 und 1866 befand er sich in offener Opposition gegenüber Ludwig von der Pfordten, der seit 1864 wieder Vorsitzender im Ministerrat war.

### Regierungsverantwortung in Bayern
Nach der Niederlage auch Bayerns im Deutschen Krieg war ein Wechsel in der Innenpolitik unabdingbar. Daher ernannte König Ludwig II. nach dem Rücktritt von Ludwig von der Pfordten noch am 31. Dezember 1866 Hohenlohe-Schillingsfürst zum bayerischen Ministerpräsidenten und Außenminister. Er kannte das Schutz- und Trutzbündnis vom 23. August 1866 mit Preußen an und sah in ihm ein „Instrument [zur] Wahrung deutschen Gebiets“. Einen Beitritt Bayerns zum neuen Bundesstaat, dem Norddeutschen Bund, lehnte er ab. Ein Süddeutscher Bund kam nicht zustande. Trotz Bedenken musste Hohenlohe-Schillingsfürst dem Zollvereinsvertrag vom 8. Juli 1867 zustimmen. Der Versuch, Änderungen des Vertrages in Berlin zu erreichen, scheiterte. Auch in Bayern fand die Zollparlamentswahl 1868 statt. Hohenlohe-Schillingsfürst wurde Vizepräsident des Zollparlamentes. Sein Plan, daneben einen weiteren Bund unter Einschluss der süddeutschen Staaten, des norddeutschen Bundes und Österreichs zu schaffen, scheiterte am Widerstand aus Wien. Die Lösung wirtschaftspolitischer Probleme gelang ihm in dieser Zeit wesentlich besser. In seiner Amtszeit wurde die bayerische Armee durch Kriegsminister Freiherr von Pranckh auf der Grundlage des Wehrgesetzes von 1828 und der Bayerischen Verfassung von 1818 reorganisiert.
Die liberalen Parteien in Bayern, allen voran die schon 1863 in Nürnberg gegründete Bayerische Fortschrittspartei, schlossen sich seit Mitte der 1860er-Jahre zur Vereinigten Liberalen im Landtag zusammen. Angesichts der liberalen Mehrheiten im Landtag bis Ende der 1860er-Jahre konnte zunächst mit Unterstützung des Parlaments regiert werden. Seit dem deutschen Krieg von 1866 hatten sich die Liberalen  entschieden, für eine kleindeutsche Nationalstaatsgründung unter Preußens Führung und ohne Österreich einzutreten. Von 1869 an lag die Mehrheit jedoch bei den Konservativen, namentlich der antipreußischen großdeutsch gesinnten Bayerischen Patriotenpartei. Hohenlohe-Schillingsfürst war ein Gegner der ultramontanen Katholiken und lehnte das päpstliche Unfehlbarkeitsdogma ab (Bayerischer Kulturkampf). Hohenlohe-Schillingsfürst strebte eine stärkere Trennung von Staat und Kirche an. Er legte ein Schulgesetz vor, das den Kirchen ihren bisherigen Einfluss auf die Schule nehmen sollte. Damit verstärkte er jedoch zugleich die Kritik von Seiten der partikularistisch-katholischen Patriotenpartei. Die Gegner seiner Bildungs- und propreußischen Politik vereinten sich gegen ihn, es kam zum Misstrauensvotum beider Kammern des bayerischen Parlaments. Daraufhin reichte er am 18. Februar seinen Rücktritt ein und am 7. März 1870 kam es zum Ende des Ministeriums von Hohenlohe-Schillingsfürst. Sein Nachfolger im Amt wurde Otto von Bray-Steinburg.

### Reichstagsabgeordneter, Diplomat und Statthalter
Hohenlohe-Schillingsfürst setzte sich noch im gleichen Jahr für die Eingliederung Bayerns in das Deutsche Reich ein und gehörte ab März 1871 bis 1881 als Abgeordneter des Wahlkreises Oberfranken 3 (Forchheim) dem Reichstag an. Zunächst war er Fraktionsvorsitzender der Liberalen Reichspartei, später saß er als Hospitant bei den Freikonservativen. Von 1871 bis 1874 war er erster Vizepräsident des Parlaments.
Trotz seines katholischen Glaubens war er Gegner der Jesuiten und trug die Kulturkampfpolitik mit. Dies trug Hohenlohe-Schillingsfürst die Feindschaft der Zentrumspartei ein. Bedingt durch die Krankheit des Reichskanzlers Fürst Otto von Bismarck erhielt er im März 1874 das Angebot die Stellvertretung zu übernehmen. Das lehnte Hohenlohe-Schillingsfürst aber ab.
Im Jahr 1874 ging er dann als deutscher Botschafter nach Paris, wo er sich um eine Entspannung des deutsch-französischen Verhältnisses bemühte. Er trat die Nachfolge des Botschafters Harry von Arnim (1824–1881) an, der in heftige Kontroversen mit Reichskanzler Otto von Bismarck gekommen war. Durch kluges taktisches Agieren gelang es Hohenlohe-Schillingsfürst hier, die größte Schärfe aus den deutsch-französischen Gegensätzen abzubauen. Er nahm als deutscher Bevollmächtigter 1878 am Berliner Kongress teil und amtierte 1880 übergangsweise als Staatssekretär des Auswärtigen Amtes.
Von 1885 bis 1894 bemühte sich Hohenlohe-Schillingsfürst als Statthalter in Elsaß-Lothringen vergeblich darum, die Bevölkerung der Reichslande für die deutsche Sache zu gewinnen. Zu diesem Misserfolg trugen auch eigene Ungeschicklichkeiten bei.

### Reichskanzler und Ministerpräsident von Preußen

#### Regierungsübernahme im Reich und in Preußen

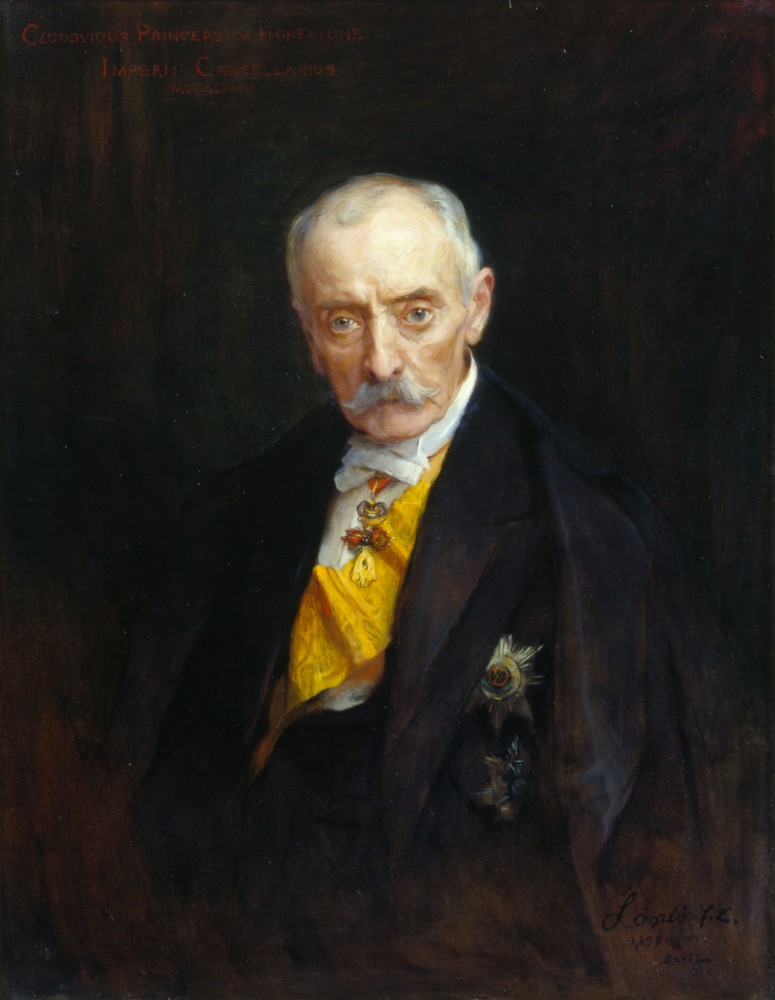
Chlodwig Fürst zu Hohenlohe-Schillingsfürst

Nach dem Sturz von Leo von Caprivi als Reichskanzler und von Botho zu Eulenburg als preußischer Ministerpräsident übernahm Hohenlohe-Schillingsfürst am 29. Oktober 1894 als Nachfolger beide Ämter, die nun wieder von einer Person ausgeübt wurden, was seine Stellung zunächst stärkte. Er war der erste Katholik in diesem Amt. Die Ernennung stieß in der Öffentlichkeit auf Erstaunen, hatte man doch allgemein angenommen, dass Wilhelm II. eine jüngere und mehr rechts stehende Persönlichkeit ernennen würde. Immerhin war Hohenlohe-Schillingsfürst etwa gleichaltrig mit Otto von Bismarck und außerdem mit dem Kaiser verwandt. Spekuliert wurde vor der Ernennung etwa über Botho zu Eulenburg oder Alfred Graf von Waldersee. Starken Einfluss auf den Kaiser nahmen Großherzog Friedrich I. von Baden und der Vertraute Wilhelms Philipp zu Eulenburg. Der Großherzog sprach von Hohenlohe-Schillingsfürst als kenntnisreichem Staatsmann, der über den Parteien stehe. Letztlich war diesem aber nur die Rolle eines Übergangskanzlers zugedacht. 
Der Fürst selber hatte massive Bedenken gegen die Annahme des Amtes. Abgesehen von altersbedingter psychischer und physischer Schwäche, führte er seine fehlende Rednergabe, die nur lückenhafte Kenntnis der preußischen Gesetze und Verhältnisse an. Er erwähnte auch, dass er ein Nichtmilitär sei. Außerdem befürchtete er, dass ihm die nötigen finanziellen Mittel fehlen würden. Hohenlohe-Schillingsfürst erhielt daher insgeheim aus der kaiserlichen Privatschatulle ein zusätzliches Gehalt von 120.000 Mark im Jahr.
Ein Grund dafür, dass Hohenlohe-Schillingsfürst doch annahm, war das kaiserliche Zugeständnis, die Auswahl der engen Mitarbeiter in einem gewissen Rahmen dem zukünftigen Kanzler zu überlassen. Hohenlohe-Schillingsfürst machte den Staatssekretär des Auswärtigen Adolf Marschall von Bieberstein zum preußischen Staatsminister. Dieser diente ihm als Unterstützung im preußischen Staatsministerium und als Sprachrohr auch im Reichstag. Eine Rolle spielte auch, dass nahe Verwandte von ihm wichtige und einflussreiche Funktionen innehatten und es verwandtschaftliche Beziehungen zum Kaiserhaus gab: Die Mutter der Kaiserin Auguste Viktoria, Herzogin Adelheid von Schleswig-Holstein, war seine Cousine. Der Kaiser duzte ihn daher und nannte ihn Onkel Chlodwig.

#### Reformen im Rechtswesen
Hohenlohe-Schillingsfürst sah sich selbst, bei einem ausgeprägten Stolz auf seinen ehemals reichsfürstlichen Rang, als einen gemäßigten Liberalen an. König Albert von Sachsen charakterisierte ihn als Nationalliberalen. Er stand dem „persönlichen Regiment“ Kaiser Wilhelms II. ablehnend gegenüber. Nur vorsichtig wagte er doch eine zumindest interne Opposition gegen die kaiserlichen Eingriffe in die Regierungsgeschäfte.
Dennoch kam es schon bald intern zu heftigen Konflikten. Dabei stand zunächst die neue Militärstrafgerichtsordnung im Mittelpunkt. Ziel war die Annäherung an das zivile Recht und insbesondere die Einführung des Prinzips der Öffentlichkeit. Der Kaiser – beeinflusst von seiner unmittelbaren Umgebung – lehnte den Vorstoß kategorisch ab. Hohenlohe-Schillingsfürst war zum einen wegen seiner eher liberalen Ansichten und zum anderen deshalb, weil er selbst beim bayerischen Militär in seiner Amtszeit als Ministerpräsident ähnliche Reformen durchgesetzt hatte, auf Seiten der Befürworter des Gesetzes. Der Konflikt zwischen Kanzler und Kaiser spitzte sich immer stärker zu und kulminierte schließlich in einer Minister- und Kanzlerkrise. Als Hohenlohe-Schillingsfürst eine Erklärung zu dem Thema für den Herbst 1896 ankündigte, versuchte der Kaiser, ihm den Text vorzuschreiben. Der Fürst hielt sich nicht daran, sondern verlas seine eigene Fassung. Er telegraphierte an Eulenburg (der das Telegramm Wilhelm vorlegte): „Ich bin nicht Kanzleirat, sondern Reichskanzler und muss wissen, was ich zu sagen habe.“ Die Auseinandersetzung endete 1898 mit der Unterzeichnung des Gesetzes durch den Kaiser. Allerdings hatte er sich in verschiedenen Punkten durchgesetzt. Vor allem gab es auf den unteren Ebenen keine von der Kommandogewalt unabhängige richterliche Gewalt. Nur das neue Reichsmilitärgericht als höchste militärrechtliche Instanz war unabhängig.
Einige weitere Reformgesetze fielen in seine Amtszeit. Dazu gehört die Verabschiedung des Bürgerlichen Gesetzbuches im Jahr 1896 (in Kraft getreten 1900). Die Erarbeitung und Beratung lag freilich schon lange vor seiner Zeit. Die vom Reichstag 1899 gebilligte Lex Hohenlohe erleichterte die Gründung von Vereinen.

#### Kolonialpolitik
Nach 1890 gelang nur noch der Erwerb verhältnismäßig weniger Gebiete. 1895 wurden Konzessionen in den chinesischen Städten Hankau und Tientsin erworben. 1897/98 wurde das chinesische Kiautschou mit dem Hafenort Tsingtau ein deutsches Pachtgebiet. In einem 50-km-Halbkreis um die Kiautschou-Bucht wurde eine Neutrale Zone eingerichtet, in der Chinas Souveränität durch Deutschland eingeschränkt war. Ferner bestanden deutsche Bergbau- und Eisenbahnkonzessionen in der Provinz Schantung.
Durch den deutsch-spanischen Vertrag von 1899 kamen die mikronesischen Inseln der Karolinen, Marianen und Palau im Mittelpazifik hinzu. Durch den Samoa-Vertrag wurde 1899 auch der Westteil der Samoa-Inseln im Südpazifik ein deutsches Schutzgebiet.
Mit dem Osmanischen Reich wurde der Bau der Bagdadbahn vorbereitet.

#### Zunehmende Resignation
Neben dem insgesamt gesehen doch als Detailfrage einzustufenden Konflikt um die Militärreform hat Hohenlohe-Schillingsfürst in den meisten übrigen Politikbereichen keine so große Festigkeit gegenüber dem kaiserlichen Anspruch gezeigt. Vielmehr begann der ehemals liberale Fürst zu resignieren. Im Gegensatz etwa zu seinem Vorgänger Caprivi sah Hohenlohe-Schillingsfürst im Wandel Deutschlands zum Industriestaat keineswegs eine positive Entwicklung. Im Oktober 1897 nahm er die Entlassung seines engsten Mitarbeiters Marschall hin.
Hohenlohe-Schillingsfürst war zwar – anders als etwa Waldersee – kein Befürworter eines „Staatsstreichsgedankens“ mit dem Ziel, etwa das demokratische Reichstagswahlrecht zu ändern, aber er sah in den Sozialdemokraten und dem Zentrum Kräfte, durch deren Widerstand die konservativ-liberale Regierungspolitik immer wieder behindert wurde. Vor allem aber fehlte es der Regierung an einer dauerhaften Mehrheit im Reichstag. Wenn er auch gewaltsame Änderungen im Staatsaufbau ausschloss, plädierte Hohenlohe-Schillingsfürst intern dafür, das Zentrum auf die Seite der Regierung zu ziehen, um mit der dann vorhandenen Mehrheit das Reichstagswahlrecht zu ändern. Diese Planspiele kamen jedoch nicht zur Ausführung.
Der Reichskanzler versuchte insgesamt, im Parlament keine Konfliktpolitik zu betreiben. Daher stand er dem vom Kaiser geforderten Zuchthausgesetz auch ablehnend gegenüber, wenngleich er auch in diesem Fall keine offene Opposition betrieb.

#### Schattenkanzler

Fürst Chlodwig zu Hohenlohe begrüßt Kaiser Franz Joseph I. von Österreich, der ihn 1899 in Bad Aussee besucht

Hinter den Kulissen wurde relativ bald nach dem Beginn der Regierung von Hohenlohe-Schillingsfürst Wilhelm II. Bernhard von Bülow als kommender Kanzler empfohlen. Insbesondere Philipp von Eulenburg spielte dabei eine wesentliche Rolle. Zum Schluss glaubte Wilhelm, die Idee dafür sei von ihm selbst gekommen. Bereits 1895 war die Entscheidung gefallen, Bülow systematisch als Nachfolger von Hohenlohe-Schillingsfürst aufzubauen. Der Kaiser selbst informierte den Kanzler von diesen Plänen. Nach der Entlassung Marschalls wurde Bernhard von Bülow im Oktober 1897 Staatssekretär des Auswärtigen. Im selben Jahr nahm Wilhelm darüber hinaus sowohl in der Reichsleitung wie auch im Staatsministerium zahlreiche Umbesetzungen vor. Darunter war auch die Ernennung Alfred Tirpitz’ als Leiter des Reichsmarineamtes. In der Summe bedeutete die kaiserliche Personalpolitik eine faktische Entmachtung von Hohenlohe-Schillingsfürst. Dieser war sich dessen wohl bewusst, ohne daraus die Konsequenzen zu ziehen. Der Grund dafür war zum einen, dass er sein Amt nicht in einer lächerlichen Form aufgeben wollte. Außerdem hoffte er, allein durch seine Gegenwart die vom unsteten Kaiser durch sein Eingreifen in das Regierungshandeln angerichteten Schäden mildern und ausgleichen zu können.
In seinen Memoiren schrieb Wilhelm II. zu dieser Zeit: “You can’t change the jokey while running” („Man kann den Jockey während des Rennens nicht wechseln“).
Aber Hohenlohe-Schillingsfürst war auch gesundheitlich auf Grund seines hohen Alters immer weniger in der Lage dazu und versuchte gar nicht erst, den seit 1897 einsetzenden Übergang zur imperialistischen deutschen Weltpolitik oder die Flottenrüstung aufzuhalten. Die Wiederannäherung an Russland und eine Verschlechterung der Beziehungen zu Großbritannien (Krüger-Depesche, Samoa-Konflikt) liefen ebenso an ihm vorbei wie die Reaktion auf den Boxeraufstand. Das Scheitern der Zuchthausvorlage besiegelte schließlich das Ende der Kanzlerschaft von Hohenlohe-Schillingsfürst. Am 17. Oktober 1900, nach dem Rücktritt von Chlodwig zu Hohenlohe-Schillingsfürst wurde Bülow Reichskanzler und preußischer Ministerpräsident. 
Insgesamt hat Hohenlohe-Schillingsfürst von den sechs Jahren seiner Kanzlerschaft nur etwa drei Jahre effektiv Politik machen können, danach wird er nur noch als Platzhalter für seinen Nachfolger Bülow eingeschätzt. In den letzten Jahren hatten seine körperlichen und geistigen Kräfte dazu sehr nachgelassen, er starb 1901 während einer Kur im schweizerischen Bad Ragaz.

## Ehrungen
Chlodwig zu Hohenlohe-Schillingsfürst war Ehrendoktor der Universitäten Würzburg und Straßburg, Ehrenmitglied der Preußischen Akademie der Wissenschaften, seit Dezember 1878 Ritter des Ordens des Schwarzen Adlers und seit 1890 Träger des Schwarzen Adlerordens in Brillanten.

## Ehe und Nachkommen
Chlodwig zu Hohenlohe-Schillingsfürst heiratete am 16. Februar 1847 in Rödelheim Marie zu Sayn-Wittgenstein (* 16. Februar 1829 in Sankt Petersburg; † 11. Dezember 1897 in Berlin), Tochter des Ludwig zu Sayn-Wittgenstein-Sayn und Enkelin des russischen Generalfeldmarschalls Ludwig Adolf Peter zu Sayn-Wittgenstein, deren Cousine Marie 1859 Chlodwigs Bruder Konstantin zu Hohenlohe-Schillingsfürst heiratete. Marie erbte nach dem Tod ihres kinderlosen Bruders Peter 1887 den Großgrundbesitz ihrer Mutter Stefanie Radziwiłł in Russisch-Polen, der größer war als manche deutschen Kleinstaaten, etwa 18.000 km² Fläche mit zahlreichen Orten und Städten im Gebiet des ehemaligen Großherzogtums Litauen mit dem Zentrum Schloss Mir. Sie musste ihn jedoch Ende des 19. Jahrhunderts veräußern, da neue russische Gesetze keinen ausländischen Landbesitz in Russland zuließen.
Aus der Ehe gingen vier Söhne und zwei Töchter hervor:
- Elisabeth Prinzessin zu Hohenlohe-Schillingsfürst (* 30. November 1847 in Schillingsfürst; † 26. Oktober 1915 in Altaussee)
- Stephanie Prinzessin zu Hohenlohe-Schillingsfürst (* 6. Juli 1851 in Sankt Petersburg; † 18. März 1882 in München) ⚭ Arthur Graf von Schönborn-Wiesentheid (1846–1915)
- Philipp Ernst Fürst zu Hohenlohe-Schillingsfürst (* 5. Juni 1853 in Schillingsfürst; † 26. Dezember 1915 in Bad Reichenhall) ⚭ (1) Prinzessin Chariclée Ypsilanti (1863–1912); (2) Henriette Gindra (1884–1952)
- Albert Franz Dominicus Prinz zu Hohenlohe-Schillingsfürst (* 14. Oktober 1857 in Schillingsfürst; † 13. April 1866 in München)
- Moritz Prinz (seit 1915 Fürst) zu Hohenlohe-Schillingsfürst (* 6. August 1862 in Lindau; † 27. Februar 1940 in Schillingsfürst) ⚭ Rosa Prinzessin u. Altgräfin zu Salm-Reifferscheidt-Krautheim und Dyck (1868–1942)
- Alexander Prinz zu Hohenlohe-Schillingsfürst (* 6. August 1862 in Lindau; † 16. Mai 1924 in Badenweiler) ⚭ Emanuela Gallone di Tricase Moliterno (1854–1936)

Die Söhne wurden nach dem Vater katholisch, die Töchter nach der Mutter protestantisch getauft.

## Memoiren
- Denkwürdigkeiten des Fürsten Chlodwig zu Hohenlohe-Schillingsfürst (Friedrich Curtius, Hrsg.), Stuttgart 1906, 2 Bände (englische Ausgabe: Memoirs of Prince Chlodwig of Hohenlohe-Schillingsfürst, London 1907). 3. Band: Denkwürdigkeiten der Reichskanzlerzeit (Karl Alexander von Müller, Hrsg.), Stuttgart 1931.